# Battaglia di Saganèiti
La battaglia di Saganèiti fu un piccolo scontro combattuto l'8 agosto 1888 tra le truppe del Regno d'Italia e le forze abissine irregolari, durante le prime fasi della penetrazione italiana in Eritrea.

## La battaglia
Nel luglio del 1889 le truppe del generale Antonio Baldissera iniziarono le operazioni per estendere i possedimenti italiani in Eritrea, partendo dalla già acquisita base di Massaua e puntando alle principali località dell'altopiano eritreo, ovvero le città di Cheren ed Asmara. Durante questa fase gli italiani si trovarono ad affrontare il problema di un capo locale, Debèb, vicino al ras Alula e in passato già al servizio dell'Italia. Debeb ed i suoi irregolari avevano disertato nel marzo del 1888, quando le truppe italiane del generale San Marzano si trovavano a fronteggiare l'esercito abissino del negus Giovanni IV d'Etiopia, e da allora, dalla sua base sull'altopiano eritreo, aveva condotto incursioni contro le tribù sottomesse agli italiani.
Il compito di catturare Debeb e di disperdere la sua banda venne affidato da Baldissera al capitano Cornacchia, posto a capo di un contingente composto da 400 basci-buzuk, 300 irregolari locali e quattro ufficiali italiani. Il contingente partì da Ua-à il 4 agosto 1889, diretto al villaggio di Saganèiti, dove, stando alle informazioni delle spie, si trovava il campo di Debeb.
Il giorno 8 agosto 1889 il contingente italiano occupò Saganèiti, ma non vi trovò Debeb che, avvertito per tempo, era fuggito dal villaggio per attestarsi con i suoi sulle alture vicine. Da qui le forze di Debeb, superiori in numero, tesero un'imboscata alla colonna di Cornacchia; uccisi il capitano e gli altri ufficiali italiani, il contingente si sbandò e si ritirò alla spicciolata verso Massaua, lasciando circa 200 caduti sul campo.
La sconfitta, sebbene di entità minima, attirò pesanti critiche su Baldissera; in risposta, il generale offrì le proprie dimissioni, che tuttavia vennero rigettate dal governo Crispi, che riconfermò la fiducia nell'operato del generale.

### Italiani caduti a Saganèiti
- Capitano Tullio Cornacchia
- Tenente Marcello Brero
- Tenente Umberto Poli
- Tenente Giulio Viganò
- Tenente Virginio Virgini

Tutti e cinque gli ufficiali furono decorati con la medaglia d'argento al valor militare.